# Svédországban történt légi közlekedési balesetek listája
A Svédországban történt légi közlekedési balesetek listája mind a halálos áldozattal járó, mind pedig a kisebb balesetek, meghibásodások miatt történt, gyakran csak az adott légiforgalmi járművet érintő baleseteket is tartalmazza évenkénti bontásban.

## Svédországban történt légi közlekedési balesetek

### 2012
- 2012. március 15., Kebnekaise hegy. A Norvég Királyi Légierő Lockheed Martin C–130J Super Hercules típusú katonai szállító repülőgépe pilótahiba miatt a Kebnekaise hegy nyugati oldalának csapódott. A gépen tartózkodó 1 fő utas és 4 fős személyzet életét vesztette.[1]

### 2016
- 2016. január 8., Akkajaure város közelében. A West Air Sweden légitársaság Bombardier CRJ200 típusú, 294-es számú szállító repülőgépén műszaki meghibásodás miatt a magasságot jelző készülék rosszul mutatta a gép tényleges magasságát a felszíntől. A vizsgálatok ezen felül pilótahibára is rávilágítottak. A kétfős személyzet mindkét tagja életét vesztette a balesetben. A repülőgép Oslóból Tromsøbe tartott.[2][3]

### 2018
- 2018. augusztus 21. Ronneby közelében. A Svéd Királyi Légierő egyik JAS 39 Gripen típusú vadászrepülője egy madárral ütközött, majd lezuhant. Apilóta sikeresen katapultált a gépből, további sérültek nem voltak. A gép lezuhanást követően kigyulladt és egy kisebb erdőtüzet okozott, de azt estére eloltották a helyi tűzoltók.[4]